# West Tofts
West Tofts – wieś w Anglii, w Norfolk. W 1931 wieś liczyła 332 mieszkańców. West Tofts jest wspomniana w Domesday Book (1086) jako Stoffta.